# Europese kampioenschappen judo 1964
De Europese kampioenschappen judo 1962 werden op 25 en 26 april 1964 gehouden in Oost-Berlijn, Oost-Duitsland. 

## Resultaten
| Gewichtsklasse | Goud            | Zilver          | Brons                              |
| -------------- | --------------- | --------------- | ---------------------------------- |
| – 68 kg        | Aron Bogolyubov | Karl Reisinger  | Brian Jacks Michel Lesturgeon      |
| – 80 kg        | Lionel Grossain | Jacques Noris   | Peter Snijders George Kerr         |
| + 80 kg        | Anton Geesink   | Johan Schaeffer | Anthony Sweeney Marcel Lenormand   |
| Open           | Anton Geesink   | Martin Poglajen | Michel Franceschi Frank Gonschorek |

## Medailleklassement
| Plaats | Land                           | Goud | Zilver | Brons | Totaal |
| 1      | Nederland                      | 2    | 2      | 1     | 5      |
| 2      | Frankrijk                      | 1    | 1      | 3     | 5      |
| 3      | Sovjet-Unie                    | 1    | 0      | 0     | 1      |
| 4      | Oostenrijk                     | 0    | 1      | 0     | 1      |
| 5      | Verenigd Koninkrijk            | 0    | 0      | 3     | 3      |
| 6      | Duitse Democratische Republiek | 0    | 0      | 1     | 1      |
|        | Totaal                         | 4    | 4      | 8     | 16     |